# Karl Weyprecht
Karl Weyprecht (Darmstadt, 8 de setembro de 1838 — Michelstadt, 3 de março de 1881) foi um oficial da marinha austro-húngaro, explorador do Árctico e advogado.
Em 1872-1874, liderou a Expedição austro-húngara ao Polo Norte juntamente com Julius von Payer e descobriram o arquipélago Franz Josef Land, no Oceano Ártico.
Ele recebeu a medalha de Founder's Medal da Real Sociedade Geográfica em 1875, por suas contribuições e descobertas no ramo da geografia física no Oceano Ártico.